# Beast Machines: Transformers
Beast Machines: Transformers (Beast Machines) est une série télévisée d'animation de science-fiction canadienne en 26 épisodes de 25 minutes, créée d'après le monde imaginaire des Transformers et diffusée du 18 septembre 1999 au 3 mai 2000 sur Fox Kids aux États-Unis et sur YTV au Canada. En France, la série a été diffusée sur TF1, mais, plus tard, la série a été annulée dans toute la France.

## Synopsis
La série débute sur Cybertron, planète d'origine des Transformers. Les ennuis commencent tout de suite pour les Maximals : ils sont victimes d'une grave dégénérescence de leurs composants électroniques, entraînant notamment une incapacité de quitter leur forme animale (revenue à leur forme terrienne d'origine, avant les épisodes transmétaliques) et une lourde perte de mémoire. 
Après avoir regroupé son équipe, le guépard Vélocitor (Cheetor), le rat Rattrap et la Veuve noire (Black Arachnia), le gorille Optimus Primal doit faire face à un risque fatal ainsi qu'à la disparition de (presque) tous les autres Transformers de Cybertron, y compris des membres de l'équipe (le rhinocéros, second et chef ingénieur de Primal, Rhinox et le mutant aigle/loup Silverbot) !
Pendant ce temps, Cybertron est peuplée de drones, des Transformers sans âme (Spark), aux ordres de... Mégatron.

### Saison 1
La quête initiale des Maximals est de découvrir ce qui s'est passé sur Cybertron, désertée, et de retrouver leurs camarades. L'aide deus ex machina de l'Oracle, permet à Optimus de se lier à la Matrice et de mener à bien la recherche de leurs camarades. Après de multiples aventures, aux cours desquelles ils rencontrent le jeune Maximal Chauvsoucri et découvrent des restes d'animaux (preuve qu'il y avait autrefois de la vie organique sur Cybertron), ils découvrent que Mégatron s'est échappé de leur vaisseau peu après qu'ils ont quitté la Terre et soient revenus sur Cybertron.
Seulement, il l'a fait alors que le vaisseau ramenant les Maximals de la Terre était dans un vortex temporel... ce qui fait que Mégatron a réintégré plus tôt Cybertron que le reste de l'équipage ! Ainsi, il a implanté un virus dans la population cybertronienne qui a figé tous les Transformers présents... et qu'il en a profité pour leur extraire leurs sparks (Chauvsoucri a été le seul rescapé). Il lui était alors aisé de prendre le contrôle de la planète grâce à des robots devenus automates sous ses ordres. Le mégalomaniaque Mégatron a décidé qu'il ne devrait y avoir qu'une seule forme de vie, pure et non polluée par la vie "organique"... la sienne bien sûr.
S'il a volé le spark des cybertroniens, c'est aussi ce qu'il a fait à deux membres de l'équipe d'Optimus et à l'un de ses ex-sbires, revenu lui aussi sur Cybertron. En utilisant les sparks de Rhinox, Silverbot et Byznator, Megatron a créé ses généraux, respectivement Tankor, Jetstorm et Trust.
Bien qu'il ait été réveillé par Optimus qui utilisait alors sa connexion à la Matrice, Rhinox/Tankor refuse de se joindre aux Maximals et complote à la fois contre Mégatron et Optimus. Prenant connaissance de deux éléments de mythologie cybertonienne, dont il prouve l'existence, Rhinox/Tankor fournit à Mégatron la Clef de Vector Sigma (cf. Transformers, génération 1, saison 2), qui transforme tout ce qu'elle vise en métal, et à Optimus le lien lui permettant d'actionner la chambre d'énergie plasmatique qui à l'inverse surcharge tout système uniquement métallique et le fait disparaître (cf. Transformers, génération 1, saison 4). Cette attitude avait pour but de mener Mégatron et Optimus à s'entretuer pour que Rhinox/Tankor puisse régner seul sur Cybertron.
La confrontation des deux factions ainsi armée mène la planète, et les deux leaders, à leur extinction à la fin de la 1re saison.

### Saison 2
Alors qu'il a presque détruit Cybertron et tous ceux qui s'y trouvaient, Optimus reçoit de l'Oracle le droit de revenir en arrière quand il se rend compte de son fanatisme, aussi grand que celui de Mégatron. Il n'en sort pas indemne, car emprisonné dans l'Oracle ; Rhinox/Tankor, qui a accepté ses erreurs, a lui rejoint la matrice alors que Mégatron... a subi un autre sort. Vélocitor, Ratrap, Chauvesoucris et La Veuve Noir finissent par libérer Optimus et découvrent que Mégatron est devenu un vaisseau en forme de tête flottante sans étincelle de vie : débarrassé de son mode animal, il a aussi perdu son "âme".
Grâce à un procédé découvert par Ratrap, La Veuve Noire réussit à ramener Jetstorm au monde des Maximals, sous la forme du condor Silverbolt... mais celui-ci a honte de son passé de Véhicon et met un temps important à se réunir aux autres Maximals - choisissant par la même de mettre un terme à sa relation avec Veuve Noire.
Les Maximals et le dernier général Thrust découvrent un dragon, Sauvage, qui attaque les deux factions indistinctement, mais aussi un survivant, Noble, un loup-garou. Ils se rendent vite compte que ces deux ne font qu'un quand Noble se transforme en Sauvage, passant d'une forme organique à une autre, sans mode robot ! Le lourd secret de Noble est qu'il est le détenteur de l'étincelle de Mégatron, qu'il finit par réintégrer à la forme de vaisseau "tête"... laissant derrière lui un animal Transformer que seul Chauvesoucris peut amadouer.
Peu de temps après, alors que la forêt plantée par les Maximals dépérit, un vaisseau comme l'Axalon d'Optimus Primal atterrit sur Cybertron, mais touché par les défenses de la planète et affecté par le virus de Mégatron, son seul occupant s'est remis en mode de survie et combat tout Transformer qui s'approche de lui. Reconnaissant les effets du virus sur un Maximal, Optimus décide in extremis de reformater cet étranger, qui se révèle être une plante intelligente, elle-même Transformer : Botanica. Celle-ci, botaniste, réussi à faire revivre les plantes des Maximals. Surpuissante, elle ne veut cependant pas participer aux combats.
De son côté, Mégatron a fait appel à deux nouvelles étincelles pour remplacer Tankor et Jetstorm par deux fins stratèges, Obsidian et Strika, qui dans leur passé, furent programmés pour défendre Cybertron et Cybertron uniquement - donc Mégatron, qui incarne désormais la planète.
Au cours d'une bataille épique, les Maximals réussissent à voler aux Véhicons le réservoir d'étincelles de Transformers que Mégatron avait réalisé. Mais cette victoire n'est que de courte durée. Alors que la guerre fait rage entre les Maximals et les Véhicons, c'est le but de Mégatron qui entre jeu : réunir en lui toutes les étincelles volées. Usurpant le mode Optimal (mais sans sa forme de gorille) d'Optimus, il réussit à voler leurs étincelles à tous les Transformers encore présents, amis comme ennemis (sauf ceux mis en orbite de Cybertron, peut-être). Alors qu'il est presque arrivé à toutes les absorber, il ne lui reste plus qu'à attaquer Optimus. Mais avant cela, il veut une fois pour toutes détruire le cœur organique de Cybertron grâce à la Clé de Vector-Sigma... Ce n'est que par son sacrifice qu'Optimus réussit à sauver la situation en plongeant avec Mégatron dans le cœur de la planète, reformatant alors tout Cyberton en une planète mêlant de façon intrinsèque organique et technologique.
La série se termine par le passage de relais - Vélocitor est désormais le chef des Maximals, Veuve-Noire et Silverbolt tout comme Rattrap et Botanica (!) peuvent désormais se réunir, et Thrust est de nouveau redevenu la guêpe Byznator - tout en gardant sa tête !

## Personnages

### Maximals
Ce sont des Transformers qui peuvent passer de formes robotiques en formes animales. Le retour sur Cybertron depuis la Terre préhistorique ainsi que le reformatage les ont rendus techno-organiques, habile mélange des robots qu'ils étaient et des êtres vivants qu'ils incarnaient.
- Optimus Primal: chef. Forme alternative : gorille. Capacités spéciales : lien avec l'Oracle des Transformers, bouclier, renvoi d'attaque énergétique, étoile énergétique, vol en mode robot.

- Vélocitor : chef en second. Forme alternative : guépard. Capacités spéciales : vitesse impressionnante, deux cimeterres qui peuvent s'associer et donner un boomerang ou permettre de voler en mode robot.

- Rattrap : espion et ingénieur. Forme alternative : rat. Capacités spéciales : sans arme, a des roues à la place des jambes, sa queue sert de fiche de connexion universelle et son casque de moniteur.

- Veuve noire : espionne et saboteuse. Forme alternative : araignée veuve noire. Capacités spéciales : toile d'araignée, attaque électrique, attaque sournoise.

- Chauvesoucri : guerrier ailé. Forme alternative : chauve-souris. Capacités spéciales : attaque sonique, attaque vampire, vol dans ses deux formes.

- Silverbot: guerrier. Forme alternative : condor. Capacités spéciales : attaque multiple, vol en mode condor.

- Sauvage/Noble : guerrier loup-garou. Forme alternative : dragon rouge à deux queues. Capacités spéciales : a deux modes animaux (pas de mode robot), est totalement organique, en mode dragon, il crache du feu et ne reconnaît plus amis ou ennemis (sauf Chauvesoucri).

- Botanica : scientifique. Forme alternative : plante animée. Capacités spéciales : liens avec le sol de Cybertron, attaques surpuissantes, graines, enfouissement dans le sol.

### Véhicons
Contrairement aux autres Transformers, qui sont nés de façon naturelle, les Véhicons ont été créés par Mégatron, et incarnent sa conception d'une race "parfaite". Ils semblent nettement inspirés des Nécrons de Warhammer 40000. Il existe trois formes de Véhicons : Mégatron lui-même, ses trois généraux, et les drones, Transformers sans âme (spark, ou étincelle vitale en français).
- Mégatron II : chef. Forme alternative : dragon rouge, puis dans la saison 2 les mêmes caractéristiques qu'Optimus Optimal dans les animutants. Capacités spéciales : souffle de feu, système de connexion à Cybertron, extracteur de spark, maître des drones.

- Tankor : général des drones tanks (tankdrones). Forme alternative : tank cyberonien. Capacités spéciales : énorme puissante, canon laser, intelligence très limitée, commande des drones tank, forme identique à ses troupes (il est cependant plus grand). Code d'activation : "Tankor, Pulvérise!"

- Thrust [Trust en FV] : général des drones motocycles (cyclodrones). Forme alternative : moto cyberonienne. Capacités spéciales : lasers tirés depuis ses bras, commande des drones motocyles, forme identique à ses troupes (il est cependant plus grand). Code d'activation : "Trust, Overdrive!"

- Jetstorm : général des drones aériens (aerodrones). Forme alternative : jet cyberonien (assez proche de la forme originale de Starscream, de Transformers, Generation 1). Capacités spéciales : il n'a pas de jambes et reste en lévitation, vol rapide, missiles, commande des drones aériens, forme identique à ses troupes (il est cependant plus grand). Code d'activation : "Jetstorm, Afterboom!"

- Drone de diagnostic : robot s'occupant du "traitement" de Megatron. Forme alternative : aucune. Capacité spéciale : analyse, information.

- Obsidian : général des drones hélicoptères et jet. Forme alternative : hélicoptère. Capacités spéciales : génie tacticien, mitraillettes sur les bras.

- Strika : générale des deux formes de drones tank. Forme alternative : tank cybertronien à six roues. Capacités spéciales : génie tacticien, canon à énergie.

### Prédators
- Byznator : Dernier prédator encore en vie qui fait juste une petite apparition dans le dernier épisode.

## Doublage

### Voix originales
- Optimus Primal : Gary Chalk
- Cheetor/Vélocitor : Ian James Corlett
- Rattrap : Scott McNeil
- Blackarachnia/Veuve Noire : Venus Terzo
- Silverbolt : Scott McNeil
- Megatron : David Kaye
- Drone de Diagnostic : Christopher Gaze/Paul Dobson
- Jetstorm : Brian Drummond
- Tankor : Paul Dobson/Richard Newman
- Nightscream/Chauvesoucri : Alessandro Juliani
- Thrust/Trust : Jim Byrnes

### Voix françaises
- Erwin Grünspan : Optimus Primal
- Marc Weiss : Cheetor/Vélocitor
- Nicolas Dubois : Rattrap
- Nathalie Stas : Blackarachnia/Veuve Noire
- Jean-Paul Dermont : Megatron
- Frédéric Meaux : Drone de Diagnostic
- David Manet : Jetstorm
- Bruno Bulté : Tankor
- Peppino Capotondi : Nightscream/Chauvesoucri
- Jean-Marc Delhausse : Thrust/Trust

## Épisodes

### Première saison (1999)
1. Remise à zéro (The Reformatting)
2. Maître du Conseil (Master of the House)
3. Les Feux du Passé (Fires of the Past)
4. Poursuite (Mercenary Pursuits)
5. Le Fruit Défendu (Forbidden Fruit)
6. Le Maillon Faible (The Weak Component)
7. Révélation, partie I (Revelations: Discovery - Part 1)
8. Révélation, partie II (Revelations: Descent - Part 2)
9. Révélation, partie III (Revelations: Apocalypse - Part 3)
10. Survivant (Survivor)
11. Guerre Techno-organique, partie I (The Key (Techno-Organic War 1))
12. Guerre Techno-organique, partie II (The Catalyst (Techno-Organic War 2))
13. Guerre Techno-organique, partie III (End of the Line (Techno-Organic War 3))

### Deuxième saison (2000)
1. Retombées (Fallout)
2. Noble sauvage (Savage Noble)
3. Prométhée (Prometheus Unbound)
4. Une sombre nuit (In Darkest Knight)
5. Un loup dans la bergerie (A Wolf in the Fold)
6. Terre natale (Home Soil)
7. La guerre des étincelles (partie 1) (Sparkwar: The Strike - Part 1)
8. La guerre des étincelles (partie 2) (Sparkwar: The Search - Part 2)
9. La guerre des étincelles (partie 3) (Sparkwar: The Siege - Part 3)
10. Obscurité (Spark of Darkness)
11. Bataille finale (partie 1) (Endgame: The Downward Spiral - Part 1)
12. Bataille finale (partie 2) (Endgame: When Legends Fall - Part 2)
13. Bataille finale (partie 3) (Endgame: Seeds of the Future - Part 3)

## Commentaires
Cette série s'inscrit à la fois dans la continuité de la série Animutants (réalisée par la même équipe) et dans celle des Transformers originaux. Elle marque la fin du cycle initial ; toutes les autres séries sont soit des spin-off alternatifs soit des histoires totalement indépendantes (ex : Transformers Armada, Transformers: Robots in Disguise...). Néanmoins, elle n'a pas eu le succès de Transformers ou d'Animutants : les fans américains estimaient la série trop ennuyeuse, critiquait les caractères des personnages présentés de manière trop radicalement différente (ex : Rhinox, qui incarnait le scientifique raisonnable, devient aussi dément et maléfique que son opposé Tarentula) et l'histoire en désaccord avec le reste : en effet, Cybertron est censée être une planète purement technologique dans "Transformers"...
Cependant, l'histoire reste fondamentalement plus "mûre", apportant des éléments mélangeant des considérations plus adultes que celles abordée couramment dans les différentes incarnations des Transformers :
- écologiques : la guerre entre la nature et la technologie (magnifiée par la Clef de Vector Sigma et la Chambre de l'Énergie Plasma), la mise en avant dans le premier épisode puis dans la seconde saison de la notion d'équilibre entre les deux
- philosophiques : le rôle du tyran, la libre pensée, l'individualité, la place de l'autre, la lutte entre l'ordre et le chaos (par opposition à la lutte manichéenne entre le bien et le mal), le jusqu’au-boutisme du "Bien" comme du "Mal" qui poussent à la destruction l'un comme l'autre...
- historiques "revisitées" : thèmes de l'holocauste, l'effacement de tout une population...
- politiques : thème de la lutte pour les droits civiques, éco-terrorisme...
- scientifique : l'évolution des espèces, les dérives de la science (les divers virus, programme sur-développant la croissance...)

La vision du thème de l'évolution est assez novateur dans ce genre de programme destiné avant tout à un public de jeunes adolescents : on y voit les forces et les faiblesses d'un groupe qui doit s'adapter à un monde hostile et dont les comportements ne sont pas tous, nécessairement, ce qu'on pourrait qualifier de bon - ainsi l'obstination quasi mystique d'un Optimus Primal a failli détruire la planète aussi sûrement que les machinations de Rhinox ou l'égocentrisme hyperdéveloppé de Mégatron.

## Produits dérivés

### DVD
- Transformers Beast Machines, saison 1 (4 juillet 2007) ASIN B000PWQWBO
- Transformers Beast Machines, saison 2 (4 février 2009) ASIN B000VIFM90